# Отношение M–сигма
Отношение M-сигма (или M-σ) — эмпирическая связь между дисперсией скоростей звёзд галактического балджа и массой {\displaystyle M} сверхмассивной чёрной дыры в центре этой галактики.
M-сигма отношение было представлено в 1999 году на конференции во Франции. Предложенное выражение, которое было названо «законом Фэйбер—Джексона для чёрных дыр», имело вид:
{\displaystyle {\frac {M}{10^{8}M_{\odot }}}\approx 3.1\left({\frac {\sigma }{200~{\rm {km}}~{\rm {s}}^{-1}}}\right)^{4},}
где M⊙ — масса Солнца.
Недавнее исследование, основанное на полном наборе опубликованных данных по массам сверхмассивных чёрных дыр в ближайших галактиках, даёт соотношение
{\displaystyle {\frac {M}{10^{8}M_{\odot }}}\approx 1.9\left({\frac {\sigma }{200~{\rm {km}}~{\rm {s}}^{-1}}}\right)^{5.1}.}
Открытие соотношения между {\displaystyle M} и {\displaystyle \sigma } было использовано астрономами для того, чтобы высказать идею о том, что сверхмассивные чёрные дыры являются фундаментальными компонентами галактик. До 2000 года основной заботой было нахождение чёрных дыр, тогда как после интерес изменился к пониманию роли сверхмассивных чёрных дыр как важных компонентов галактик. Это привело к основному использованию отношения для оценки масс чёрных дыр в галактиках, которые слишком далеки для проведения прямых измерений масс, и для анализа общего содержания чёрных дыр во Вселенной.